# Yakovlev Yak-53
Yakovlev Yak-53 là một loại máy bay huấn luyện nhào lộn chế tạo ở Liên Xô đầu thập niên 1980. Chỉ có 1 mẫu thử được chế tạo.

## Tính năng kỹ chiến thuật
Đặc điểm tổng quát
- Kíp lái: 1
- Chiều dài: 7.68 m (25ft 2½in ft  in)
- Trọng lượng rỗng: 900 kg (1.984 lb)
- Trọng lượng có tải: 1.060 kg (2.340 lb)
- Powerplant: 1 × Vedeneyev M-14P, 268,45 kW (360 hp)

Hiệu suất bay
- Vận tốc cực đại: 300 km/h (186 mph)